# Nauru Bwiema
Nauru Bwiema (Nauru, unser Heimatland) ist die Nationalhymne von Nauru. Margaret Hendrie (1924–1990) schrieb den Text; Laurence Henry Hicks (1912–1997) komponierte die Musik. Nauru übernahm die Hymne 1968 aus Anlass der Unabhängigkeit von Australien.

## Text
Altnauruischer Text

Naoero buiema, ñabena ma auwe.

Ma dedaro buã dogum, mo otata bet egom.

Atsin ñago buiãn okor, ama bagadugu

Epoa ñabuna ri nan orre bet imur.

Ama memak ma nan epodan eredu won eñiden,

Mijan aema ñeijin ouge,

Naoero eko tokin!
Neunauruischer Text

Nauru bwiema, ngabena ma auwe.

Ma dedaro bwe dogum, mo otata bet egom.

Atsin ngago bwien okor, ama bagadugu

Epoa ngabuna ri nan orre bet imur.

Ama memag ma nan epodan eredu won engiden,

Miyan aema ngeiyin ouge,

Nauru eko dogin!
Deutsche Übersetzung

Nauru, unser Heimatland, das Land, das wir so lieben;

Wir alle beten für dich und preisen deinen Namen;

Seit langen Zeiten bist du das Heim unserer großen Vorfahren;

Und wirst es für die nachfolgenden Generationen sein;

Wir stimmen alle ein, um deine Flagge zu ehren;

Und wir werden alle zusammen jubeln und sagen:

Nauru für immerdar!